# Тимофеев, Олег (футболист)
Олег Тимофеев (латыш. Oļegs Timofejevs; 28 ноября 1988, Даугавпилс) — латвийский футболист, защитник. Выступал за сборную Латвии.

## Биография
Воспитанник футбольной школы «Динабург» (Даугавпилс). Взрослую карьеру начал в 2005 году в другом клубе из родного города — «Диттоне», выступавшем тогда в первой лиге Латвии. С 2006 года со своим клубом играл в высшей лиге, но в первых сезонах не был основным игроком. Вскоре «Диттон» был переименован в «Даугаву» и в 2008 году стал обладателем Кубка Латвии. В 2009 году футболист перешёл в «Динабург», однако сыграл лишь 4 матча за сезон. После объединения «Даугавы» и «Динабурга» продолжил играть за объединённый клуб. В 2011 году стал бронзовым призёром чемпионата страны.
В 2012 году Тимофеев перешёл в «Вентспилс», где был регулярным игроком основы и за три года сыграл 92 матча в чемпионате. За это время стал обладателем бронзовых медалей в 2012 году, сделал «золотой дубль» в 2013 году и во второй раз выиграл чемпионский титул в 2014 году. Сезон 2015 года провёл в «Сконто», с которым стал серебряным призёром чемпионата. По окончании сезона 2015 года «Сконто» лишился профессионального статуса и футболист отправился на просмотр в чешский клуб «Зброёвка», но безуспешно. В конце карьеры провёл два сезона в «Риге» и в 2017 году стал бронзовым призёром чемпионата.
Всего в высшей лиге Латвии сыграл 224 матча и забил 3 гола. В еврокубках сыграл 16 матчей.
Выступал за молодёжную сборную Латвии. В национальной сборной Латвии дебютировал 29 мая 2014 года в игре Кубка Балтии против Эстонии. Со своей командой стал победителем того розыгрыша Кубка Балтии. Всего за сборную сыграл 3 матча, все — в 2014 году.

## Достижения
- Чемпион Латвии: 2013, 2014
- Серебряный призёр чемпионата Латвии: 2015
- Бронзовый призёр чемпионата Латвии: 2011, 2012, 2017
- Обладатель Кубка Латвии: 2008, 2013
- Финалист Кубка Латвии: 2016/17, 2017
- Победитель Кубка Балтии: 2014